# Artur Jahn
Artur Wilhelm Paul Jahn (* 18. März 1904 in Stuttgart; † 16. Oktober 1983 in Kirchheim unter Teck) war ein deutscher Politiker der CDU.
Nach dem Besuch der Volksschule absolvierte Jahn, der evangelischen Glaubens war, eine Mechanikerlehre. Bis 1929 arbeitete er in diesem Beruf und war dann bis 1933 Gewerkschaftssekretär im Christlichen Metallarbeiter-Verband. Nach dem Verbot der Gewerkschaften durch die Nationalsozialisten war er bis erneut als Mechaniker tätig. 1941 bestand er die Meisterprüfung.
Vor 1933 gehörte Jahn dem CSVD an. 1945 beteiligte er sich an der Gründung der CDU im Landkreis Esslingen, wo er dem Kreisvorstand angehörte. 1948 wurde er in den Landesvorstand der CDU Nord-Württembergs gewählt. 
Jahn gehörte dem Deutschen Bundestag von 1953 bis 1961 an. Er vertrat den Wahlkreis Stuttgart I im Parlament.
| Personendaten    | Personendaten                                 |
| ---------------- | --------------------------------------------- |
| NAME             | Jahn, Artur                                   |
| ALTERNATIVNAMEN  | Jahn, Artur Wilhelm Paul (vollständiger Name) |
| KURZBESCHREIBUNG | deutscher Politiker (CDU), MdB                |
| GEBURTSDATUM     | 18. März 1904                                 |
| GEBURTSORT       | Stuttgart                                     |
| STERBEDATUM      | 16. Oktober 1983                              |
| STERBEORT        | Kirchheim unter Teck                          |